# Letipea neem
Letipea neem är en udde på Estlands nordkust utmed Finska viken. Den ligger i kommunen Viru-Nigula vald i Lääne-Virumaa, 100 km öster om huvudstaden Tallinn. 
På udden står ett fyrtorn, Letipea tuletorn. Öster om Letipea neem ligger Narvabukten. Väster om den är Estlands största flyttblock, Ehalkivi beläget. Bortom den 7,6 meter höga stenen ligger udden Uluneem och bukten Kunda laht.  
Terrängen inåt land är platt. Havet är nära Letipea neem norrut. Runt Letipea neem är det mycket glesbefolkat, med 5 invånare per kvadratkilometer. Närmaste by är Letipea och närmsta större samhälle är Kunda, 7,3 km sydväst om Letipea neem. I omgivningarna runt Letipea neem växer i huvudsak blandskog.

## Galleri

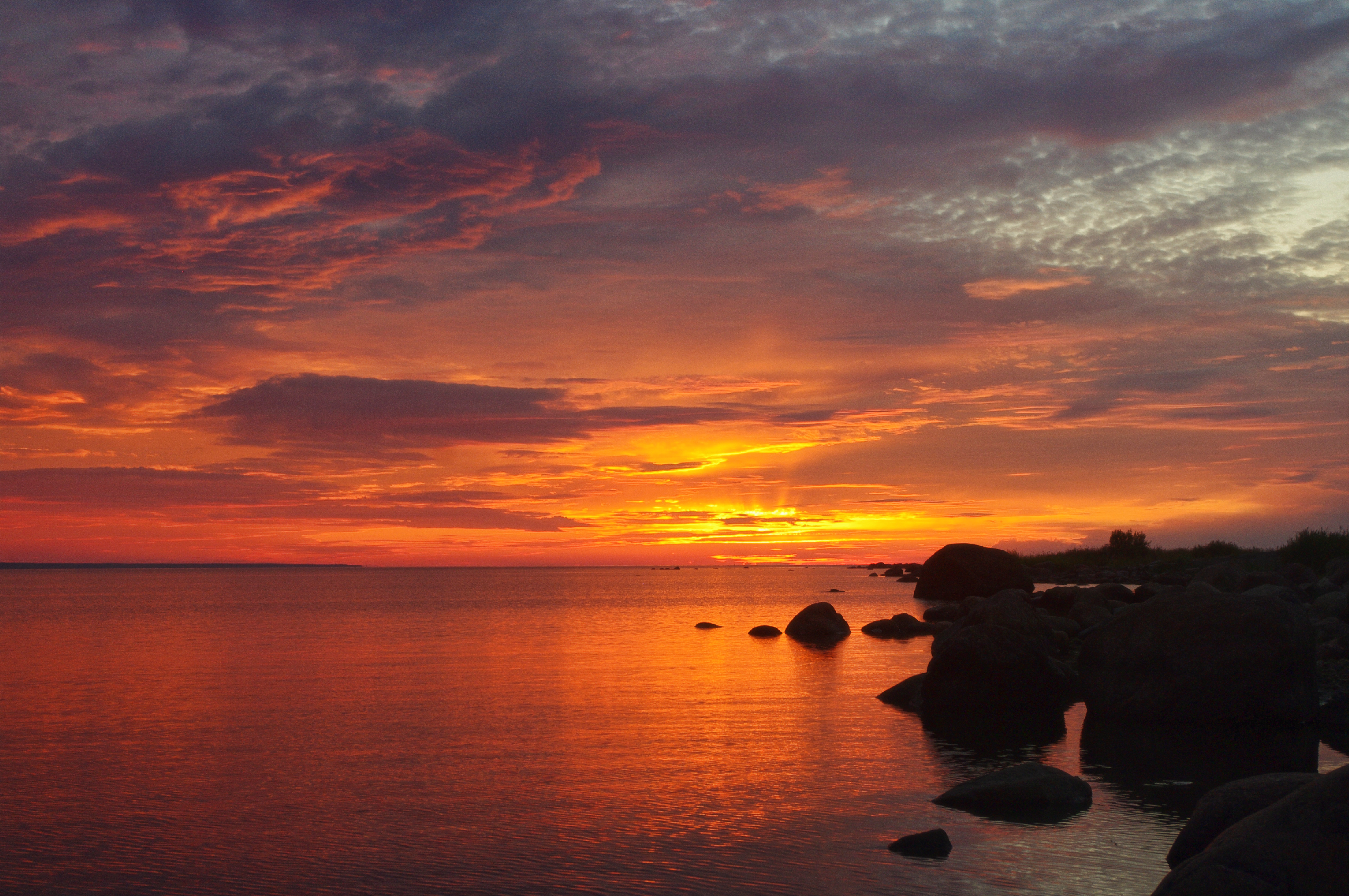
Solnedgång över Letipea
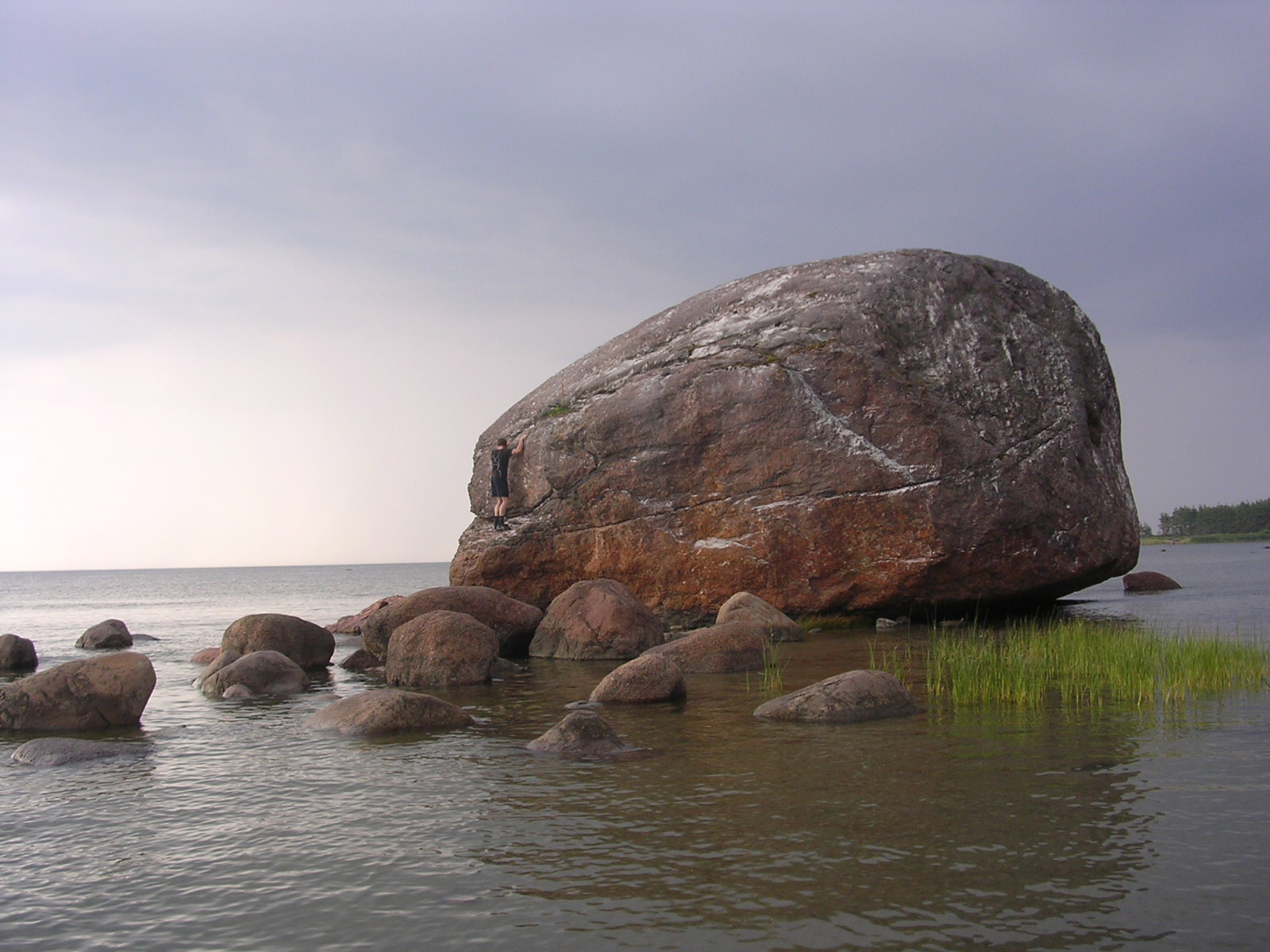
Ehalkivi, Estlands största flyttblock.